# Stemonurus malaccensis
Stemonurus malaccensis är en järneksväxtart som först beskrevs av Maxwell Tylden Masters, och fick sitt nu gällande namn av Herman Otto Sleumer. Stemonurus malaccensis ingår i släktet Stemonurus och familjen Stemonuraceae. Inga underarter finns listade i Catalogue of Life.